# Hippothoos (Sohn des Hippokoon)
Hippothoos (altgriechisch Ἱππόθοος Hippóthoos) ist eine Person der griechischen Mythologie.
Er ist der Sohn des Hippokoon aus Amyklai. Gemeinsam mit seinem Vater und seinen Brüdern Dorykleus, Skaios, Enarophoros, Bukolos, Euteiches, Lykaithos, Tebros, Eurytos, Hippokorystes, Alkinoos und Alkon vertreibt er die Herrscher von Sparta, Ikarios und Tyndareos, aus der Stadt. Hippokoon und alle seine Söhne werden von Herakles getötet, woraufhin Tyndareos die Herrschaft wieder an sich nimmt.